# Eimeria zygaenae
Eimeria zygaenae is een soort in de taxonomische indeling van de Myzozoa, een stam van microscopische parasitaire dieren. Het organisme komt uit het geslacht Eimeria en behoort tot de familie Eimeriidae. Eimeria zygaenae werd in 1965 ontdekt door Mandal & Chakravarty.